# Clade

Clade

Een clade (ook wel gespeld als klade) is een groep organismen die allen afstammen van een bepaalde gemeenschappelijke voorouder, plus die voorouder zelf.
Clade is een term uit de cladistiek (een wetenschappelijk systeem om organismen in te delen). Het is afgeleid van het Oudgriekse woord κλάδος, kládos: tak. Een andere aanduiding voor een clade is monofyletische groep.
Claden kunnen op verschillende manieren gedefinieerd worden, afhankelijk van de wijze waarop de vooroudersoort aangewezen wordt. Strikt genomen is er een onderscheid tussen een monofyletische groep en een holofyletische groep, maar dit onderscheid is in de praktijk vervaagd.
Een clade kan ook gezien worden als een wetenschappelijke hypothese over de evolutionaire verhoudingen tussen de organismen die in de analyse aanwezig zijn. Deze hypothese komt voort uit een bepaalde gegevensverzameling van kenmerken van de geanalyseerde organismen. De hypothese wordt getoetst door een volgende, liefst nauwkeuriger, gegevensverzameling die een geheel andere verdeling in clades (cladogram) kan opleveren. Een clade moet eigenlijk altijd vergezeld gaan van een vermelding van de gegevensverzameling waarop ze is gebaseerd.
Het is bepaald niet uitzonderlijk dat een organisme volgens een analyse gebaseerd op gegevensverzameling 1 ingedeeld wordt in clade A, terwijl een analyse gebaseerd op gegevensverzameling 2 leidt tot een indeling in clade B.
In de praktijk worden vaak meerdere analyses gecombineerd en alleen als een clade robuust is (terugkeert in meerdere analyses) wordt ze als aannemelijk beschouwd.

## Clade versus taxon
De clade moet onderscheiden worden van het taxon, de klassieke taxonomische indeling die gebruikt wordt voor een classificatiesysteem. De meeste taxa die tegenwoordig geformuleerd worden, zijn echter in essentie identiek aan een bepaalde clade.
Er bestaat een plan voor het oprichten van een officiële instantie die door middel van de zogeheten PhyloCode een prioriteitsregistratie mogelijk zal maken van namen en definities van een clade. De bedoeling is dat deze PhyloCode het zal toestaan een clade op verschillende manieren te definiëren.